# Annolied
Das 49 Strophen umfassende volkssprachige Annolied wurde wahrscheinlich zwischen 1077 und 1081, jedenfalls vor 1100, in frühmittelhochdeutschen Reimpaarversen vermutlich von einem Siegburger Mönch verfasst. Als Anhaltspunkt für die Datierung gilt die Erwähnung von Mainz als Krönungsort. Die Krönungen der deutschen Könige fanden üblicherweise in Aachen statt; deswegen kann sich die Angabe nur auf die Zeit nach der Krönung des Gegenkönigs Rudolf von Rheinfelden 1077 oder auf die Krönung Heinrichs V. 1106 beziehen. Der Autor ist anonym, die meisten Indizien sprechen für seine Herkunft aus dem rheinfränkischen Raum, insbesondere aus dem Dreieck Hersfeld-Saalfeld-Bamberg. Als Auftraggeber kommt Abt Reginhard von Siegburg in Frage.
Die Originalhandschrift des Annoliedes ist verschollen. Früheste erhaltene Zeugnisse sind Martin Opitzens Erstdruck von 1639 und ein Teilabdruck 1597 durch Bonaventura Vulcanius. Beide benutzten eng verwandte, aber nicht identische Vorlagen. Seit seiner Erstedition hat das Annolied großes Forscherinteresse auf sich gezogen, entsprechend umfangreich ist die Forschungsliteratur. Hervorzuheben sind die Arbeiten von Opitz (1639), Parnassus Boicus (1723), Wilhelm Wilmanns (1887), Max Roediger (1895), Ittenbach (1937/38), Knab (1962), Thomas (1968/77), Nellmann (Neuedition 1975) und Eickermann (Handschriftenfund 1976).

## Inhalt und Struktur
Das Annolied ist ein einzigartiger, atypischer, aber nicht singulärer Text, der sich einer eindeutigen Gattungszuweisung entzieht; am ehesten ist das Annolied als Geschichtsdichtung zu bezeichnen. Sein Hauptthema ist die Verherrlichung des umstrittenen Kölner Erzbischofs Anno II. (um 1010–1075) zum Zwecke der Heiligsprechung. Dabei wird das Leben Annos stilisiert und entindividualisiert dargestellt, im Vordergrund steht die zeitlose Modellhaftigkeit seines Lebens und Wirkens. Größeren Raum als die Vita Annos (Strophen 33–49) nimmt ein doppelter Geschichtsdiskurs vom Anbeginn der Zeit bis in die Gegenwart des Dichters ein: ein Strang stellt die Heilsgeschichte dar, der andere die Weltgeschichte. In der Heilsgeschichte (Strophen 2–7) fällt das Dreiweltenschema auf, nach dem Gott die Schöpfung in eine geistliche, eine dingliche und eine dritte Welt unterteilt, die zwischen den anderen beiden Welten steht und durch den Menschen verkörpert wird. Ihr Idealrepräsentant ist Anno. Im weltgeschichtlichen Teil (Strophen 8–33) verknüpft der Annolied-Dichter die römische Geschichte mit der Geschichte der Deutschen so, dass Cäsar als Anfangspunkt der deutschen Geschichte erscheint. Cäsar erhebt die deutschen Stämme zur Mit- und Weltherrschaft. Am Ende dieses Stranges steht Anno als 33. Bischof Kölns.
Eine neuere Interpretation von Dunphy und Herweg sieht als Schlüssel zur Struktur des Werkes die Aussage des Dichters im Prolog, dass Gott ursprünglich zwei „Welten“ geschaffen habe, eine profane und eine geistliche, dass er diese dann gemischt habe, um so den Menschen zu erschaffen, der sozusagen eine „dritte Welt“ sei. Diese Vorstellung geht auf die Theologie von Johannes Scottus Eriugena zurück. Der Vers ist von zentraler Bedeutung, wenn man die Struktur des ganzen Werkes in diesem Licht versteht: Der Dichter berichtet zuerst die Heilsgeschichte, dann die Profangeschichte, und dann vermischt er beides in der Biographie eines Menschen: Anno. So ist die Verbindung von Chronik und Heiligenvita, die lange als rätselhaft galt, gut zu verstehen.
Für die strukturelle Gliederung ist die Zahlensymbolik von einer gewissen Bedeutung, v. a. die Schlüsselzahlen 3, 4, 7 und 33. Das Annolied gilt als Modellfall zahlhaft gestalteter Dichtung, obwohl die Zahlensymbolik nicht konsequent angewendet werden kann. Das Geschichtsbild des Annoliedes räumt profanen Argumenten ungewöhnlich hohen Rang ein. Entstehung und Wesen des Reiches stehen auf einer neuen, der Kaiser-Papst-Problematik enthobenen Basis. Für das Verständnis des Annoliedes sind die historischen Hintergründe (Reichswirren, Investiturstreit) von sehr großer Bedeutung.
Der erste Abschnitt des Annolieds enthält ein Akrostichon: Die Anfangsbuchstaben der ersten sieben Verse bis zu dem Abschnitt, in dem die Heilsgeschichte beendet wird, ergeben den mittelhochdeutschen Ausdruck für „allbekannt“. Dieser Ausdruck ist sozusagen die Klammer, die die abgehandelte Heilsgeschichte zusammenhält. 
Außerdem finden sich im Annolied einige der frühesten althochdeutschen Belege des Begriffs „deutsch“: diutischi liuti, diutschi man und diutischimo lante. Diese „sprachliche Selbstbezeichnung“ war aber – im Gegensatz zur Entwicklung im Englischen und den nordgermanischen Sprachen – kein primär ethnischer Volksname. Stattdessen wurde sie als übergreifende Sprachbezeichnung verwendet für eine überregionale sprachliche Gemeinsamkeit der kontinental-westgermanischen Stammesdialekte gegenüber dem Lateinischen sowie den romanischen, slawischen und nordgermanischen Sprachen. Obwohl es ein allgemeines, wenngleich vages Bewusstsein einer sprachlichen Zusammengehörigkeit gab, existierte bestimmt keine Einheit. Erst im Spätmittelalter gliederten diese Stammessprachen sich zunehmend nach politischen Territorien sowie Verkehrs- und Siedlungsverhältnissen.